# Oenanthe dubia
Az Oenanthe dubia a madarak osztályának verébalakúak (Passeriformes) rendjébe és a légykapófélék (Muscicapidae) családjába tartozó faj.

## Rendszerezése
A fajt Herbert Weld Blundell és Simon Fraser írták le 1899-ben, a Myrmecocichla nembe Myrmecocichla dubia néven.

## Előfordulása
Kelet-Afrikában, Etiópia és Szomália területén honos. Természetes élőhelyei a szubtrópusi vagy trópusi magaslati cserjések, sziklás környezetben. Állandó, nem vonuló faj.

## Megjelenése
Testhossza 15 centiméter.

## Természetvédelmi helyzete
Az elterjedési területe felméretlen, de nem nagy, egyedszáma is ismeretlen. A Természetvédelmi Világszövetség Vörös listáján adathiányos fajként szerepel.